# Marasmius

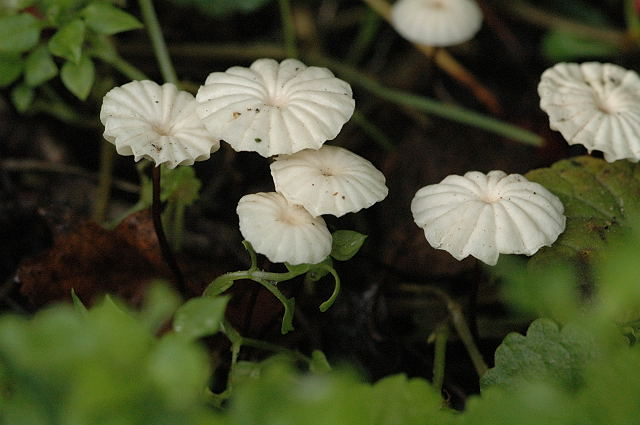
Rótula de Marasmius

Marasmius é um gênero de fungos formadores de cogumelos da família Marasmiaceae . Ele contém cerca de 500 espécies de agáricos,  dos quais alguns, como Marasmius oreades, são comestíveis. No entanto, a maioria dos membros deste gênero são cogumelos marrons pequenos e inexpressivos. Sua aparência humilde contribui para que não sejam prontamente distinguíveis para não especialistas e, portanto, raramente são coletados por caçadores de cogumelos . Várias das espécies são conhecidas por crescer no padrão característico de anel de fada.
O autor do gênero foi Elias Magnus Fries, que em 1838  classificou os agáricos de esporos brancos com estipe central duro neste táxon se fossem marcescentes, ou seja, poderiam secar, mas depois reviver quando umedecidos. Para Fries, a marcescência — em contraste com a natureza " putrescente " (em decomposição) da maioria dos cogumelos — era um caractere importante para a classificação, que ele usou para separar esse grupo do gênero Collybia (que agora foi dividido em muitos gêneros mais recentes). O próprio nome Marasmius vem da palavra grega marasmos, que significa "secagem". Os micologistas modernos não consideram mais a distinção marcescência/putrescência um critério confiável para taxonomia, mas a definição de Fries do gênero ainda é aproximadamente aplicável. 